# Dendropicos griseocephalus
Dendropicos griseocephalus là một loài chim trong họ Picidae.